# 風景構成法
風景構成法（ふうけいこうせいほう、英: Landscape Montage Technique ; LMT）は、中井久夫によって1969年に創案された、絵画療法（芸術療法）の技法の一つである。

## 概説

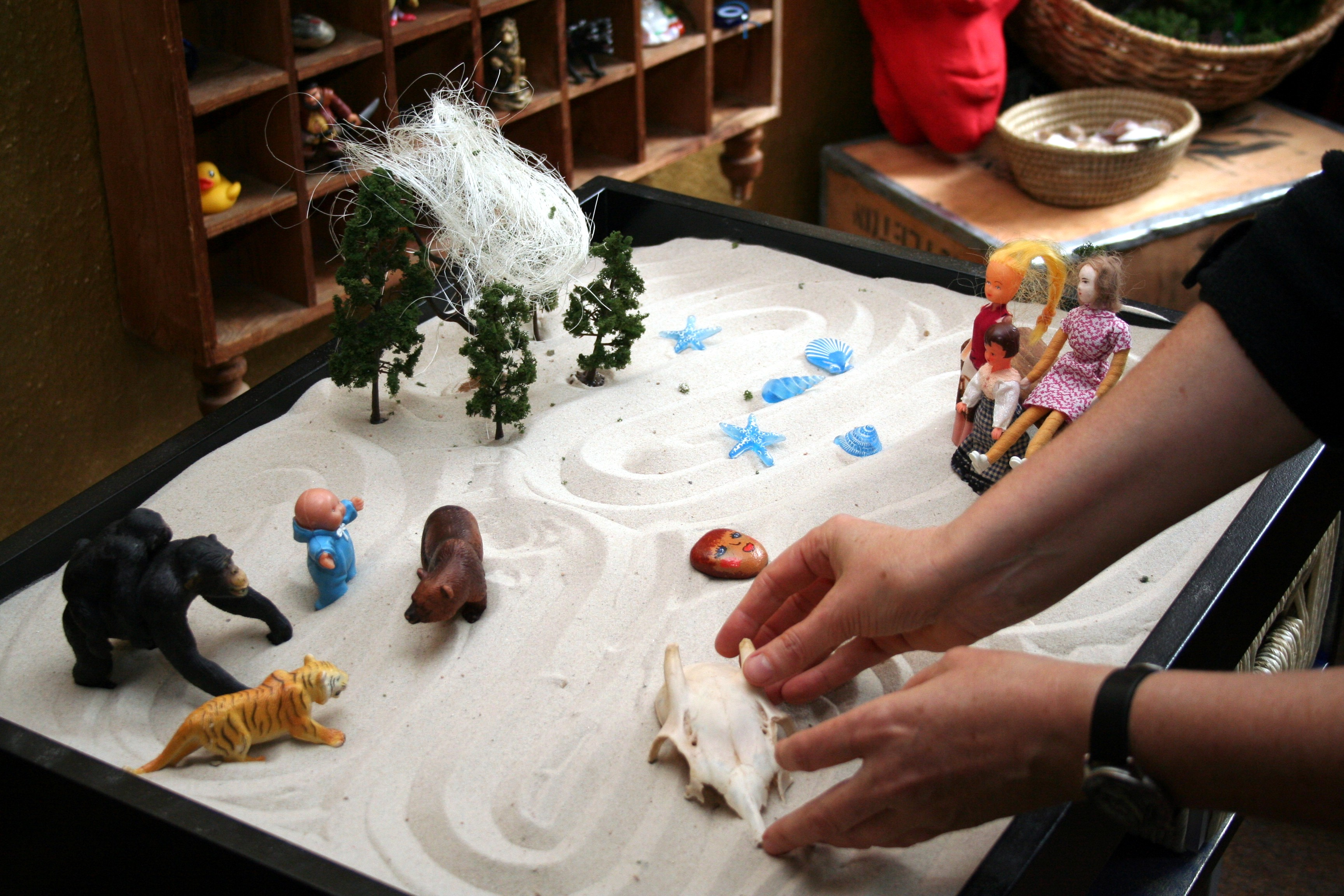
風景構成法は箱庭療法に比べ侵襲が少ない。写真は箱庭療法における砂遊びの一例

風景構成法は、統合失調症患者への描画を介した治療的接近の可能性、適用性の追求というきわめて実践的な見地から、中井久夫によって1969年に創案され、1970年に報告された絵画療法（芸術療法）の一技法である。
日本において広く普及し、ドイツ、インドネシア、アメリカ合衆国においても知られる。箱庭療法やなぐり描き法の示唆を受けて中井が草案したものであるが、市橋秀夫、中里均らにより採り上げられ、理論的にも分析された。その後は日本の臨床場面において特に山中康裕、皆藤章、川嵜克哲らが中心となって研究が続けられている。
中井は1970年頃に東京で開かれた、第一回芸術療法研究会において、河合隼雄の箱庭療法に関する講演から多くの示唆を受けたという。河合は統合失調症患者の箱庭を示して、『彼らは枠の中に柵を置いて囲んでから、ものを置く』『彼らの世界は、この柵の外側の狭い空白の部分かもしれませんね』という言葉から、『箱の枠だけでは保護が足りないのではないか』と気がついたという。後に中井は、画用紙に治療者自らが枠を描き入れることで、安全保障感と保護を与える『枠付け法』を生み出した。
風景構成法はロールシャッハテストのような投影的表象を解釈するものとは対照的なアプローチであり、枠組みの中で構造化された空間に対し、統合的指向性をもって表現される構成的表象を読み取る技法である。またその彩色の過程は投影的表象を表現している。投影的方法と構成的方法は補完的に機能し、相互から有用な知見を読み取ることができる。

## 方法
まず治療者が患者の前で画用紙の四周をサインペンで枠取りし、その画用紙とサインペンを手渡す。インストラクションとして、画の上手下手をみるのではないこと、患者自身の風景なので、どのような風景が出来てもよいことを伝える。その後以下の順序で一つ一つ描いてもらう。
| 手順         | 分類             | 与えるアイテム                                                                          |
| ------------ | ---------------- | --------------------------------------------------------------------------------------- |
| 第一ステップ | 大景群           | 『川』→『山』→『田』→『道』                                                             |
| 第二ステップ | 中景群           | 『家』→『木』→『人』                                                                    |
| 第三ステップ | その他のアイテム | 『花』→『動物』→『石とか岩のようなもの』→『足りないと思うもの、描き足したいと思うもの』 |

中井久夫「風景構成法と私」『山中康裕（編）：中井久夫著作集 別巻１ H・NAKAI 風景構成法』、岩崎学術出版社、東京、1984年11月、261-271頁。 を元に作成

終了時には『これでよいでしょうか』と確認し、OKであればクレヨンや色鉛筆を渡して彩色してもらい、完成となる。

## 解釈
中井の初期の研究に、統合失調症者に特有なH型(破瓜型に特有な特徴を示すもの)、P型(妄想型に特有な特徴を示すもの)がある。それ以降、発達段階に特徴的な型研究など構成型の研究が多くみられるようになる。一方で、風景構成法にとって大きな特徴である項目が順に提示されるという項目間の連関、各項目の象徴的意味、さらにはそのような象徴的意味を担った各項目が他の項目との関連で画用紙空間のどこに描かれるかという力動的な構成プロセスからの視点による読みは従来それほど深められてこなかったが、このような視点からの読みに関しては川嵜の研究がある。

## 所要時間
全体に要する時間は概ね15〜25分位である。30分以内を目安にしてもよい。

## 関連人物
- 中井久夫
- 河合隼雄
- 山中康裕
- 皆藤章
- 川嵜克哲
- 市橋秀夫
- 中里均
- 滝川一廣